# نجف‌آباد (اسدآباد)
نجف‌آباد (قلعه‌چغا)، روستایی از توابع بخش مرکزی شهرستان اسدآباد در استان همدان ایران است.

## جمعیت
این روستا در دهستان جلگه قرار دارد و براساس سرشماری مرکز آمار ایران در سال ۱۳۹۵، جمعیت آن ۸۰ نفر (۲۲خانوار) بوده‌است.